# Hadena
Hadena är ett släkte av fjärilar som beskrevs av Franz Paula von Schrank 1802. Hadena ingår i familjen nattflyn, Noctuidae.

## Dottertaxa tillHadena, i alfabetisk ordning[2][1]
- Hadena aberrans Evans, 1856
- Hadena abikonis Matsumura, 1926
- Hadena abnormis Draudt, 1950
- Hadena acanthus Herrich-Schäffer, 1869
- Hadena acca Herrich-Schäffer, 1869
- Hadena adustaeoides Draeseke, 1928
- Hadena alba Vallatin., 1893
- Hadena albifluviata Druce, 1905
- Hadena albimacula Borkhausen, 1792, Vitfläckat nejlikfly
- Hadena albimixta Schaus, 1911
- Hadena albipuncta Hampson, 1911
- Hadena albirena Draudt, 1950
- Hadena albistellata Druce, 1908
- Hadena albistriga Druce, 1908
- Hadena albitela Druce, 1908
- Hadena albomixta Draudt, 1950
- Hadena albostriata Druce, 1911
- Hadena altaica Lederer, 1853
- Hadena amabilis Barnes & McDunnough
- Hadena ardelio Draudt, 1924
- Hadena armeriae Guenée, 1852
- Hadena atrax Draudt, 1950
- Hadena atrivena Hampson, 1903
- Hadena avempacei Tams, 1925
- Hadena aya Dognin, 1897
- Hadena azarai Agenjo, 1940
- Hadena basivirida Barnes & McDunnough, 1911
- Hadena behouneki de Freina, 1983
- Hadena bicruris Hüfnagel, 1766, Större vitblärefly
  - Hadena bicruris atalantica Hampson, 1903
- Hadena boliviana Köhler, 1968
- Hadena boursini Wiltshire, 1957
- Hadena bruchi Köhler, 1947
- Hadena bulgeri Felder, 1874
- Hadena caesia Denis & Schiffermüller, 1775, Blågrått nejlikfly
  - Hadena caesia bulgarica Boursin, 1959
  - Hadena caesia castiliana  Reisser, 1935
  - Hadena caesia maritima Turati, 1912
- Hadena cailinita Draudt, 1934
- Hadena calographa Maassen, 1890
- Hadena caloscotina Dyar, 1913
- Hadena camerunicola Strand, 1915
- Hadena caneosparsata Dognin, 1914
- Hadena canescens Brandt, 1947
  - Hadena canescens occidentalis de Freina & Hacker, 1985
- Hadena canosticta Druce, 1905
- Hadena cappadocia Hacker, 198?
- Hadena capsincola Denis & Schiffermüller, 1775, Mindre vitblärefly
- Hadena capsularis Guenée, 1852
- Hadena cavalla Pinker, 198
- Hadena centrochlora Dyar, 1914
- Hadena chalcia Hampson, 1903
- Hadena christophi Möschler, 1862
- Hadena chrysochlora Druce, 1908
- Hadena chrysocyanea Boursin, 1961
- Hadena chrysolepia Püngeler
- Hadena cimelia Brandt, 1938
- Hadena ciniva Schaus, 1898
- Hadena circumvadis Smith, 1902
- Hadena clara Staudinger, 1902
  - Hadena clara alpina Boursin, 1959
  - Hadena clara atlantis Draudt, 1934
  - Hadena clara dujardini Boursin, 1959
  - Hadena clara gladys Wiltshire, 1947
  - Hadena clara kuruschensis Boursin, 1959
  - Hadena clara macedonica Boursin, 1959
  - Hadena clara montana Brandt, 1941
  - Hadena clara nevadensis Draudt, 1934
  - Hadena clara transiens Draudt, 1936
- Hadena clavifera Hampson, 1909
- Hadena clavisigna Hampson
- Hadena cleptoschema Dyar, 1912
- Hadena compta Denis & Schiffermüller, 1775, Vitbandat nejlikfly
  - Hadena compta afghana Brandt, 1947
  - Hadena compta kashgaia Brandt, 1947
  - Hadena compta persica Schwingenschuss, 1939
- Hadena confusa Hüfnagel, 1766, Praktnejlikfly
- Hadena congener Hampson, 1909
- Hadena consparcatoides Schawerda, 1928
- Hadena corrupta Herz, 1898
  - Hadena corrupta siculimima Bryk, 1948
  - Hadena corrupta splendida Draudt, 1950
- Hadena costigera Moore, 1881
- Hadena costirufa Draudt, 1950
- Hadena cuprescens Hampson, 1903
- Hadena datis Druce, 1894
- Hadena dealbata Staudinger, 1892
- Hadena delecta Barnes & McDunnough, 1916
- Hadena desquamata Filipjev, 1931
- Hadena detracta Walker, 1857
- Hadena dianthoecioides Boursin, 1940
- Hadena dictyota Lower, 1901
- Hadena dilatata Smith, 1900
- Hadena dileucescens Lucas, 1895
- Hadena dilusceus Lucas, 1895
- Hadena dima Dyar, 1916
- Hadena dissentanea Draudt, 1924
- Hadena draudti Brandt, 1938
- Hadena drenowskii Rebel, 1930
  - Hadena drenowskii kendevani schwingenschuss, 1937
  - Hadena drenowskii khorassana Brandt, 1947
- Hadena duercki Draudt, 1934
- Hadena eberti Boursin, 1961
- Hadena ectrapela Smith, 1898
- Hadena ectypaa Morrison, 1875
- Hadena egregia Draudt, 1924
- Hadena elaeistis Druce, 1905
- Hadena erythurus Druce, 1908
- Hadena esopis Druce
- Hadena eucyria Dyar, 1910
- Hadena eugrapha Hampson, 1909
- Hadena eximia Staudinger, 1895
  - Hadena eximia gloriosa Draudt, 1950
- Hadena exornata Walker, 1858
- Hadena expulsa Guenée, 1852
- Hadena fasciata Leech, 1889
- Hadena ferrisparsa Hampson, 1894
- Hadena figurata Walker, 1865
- Hadena filigrama Esper, 1788
  - Hadena filigrama rungsi de Lajonquière, 1967
- Hadena filipjevi Draudt, 1934
- Hadena filograna Esper, 1788, Gulpudrat nejlikfly
- Hadena fusifasciata Walker, 1865
- Hadena gasiva Schaus, 1898
- Hadena gavisa Schaus, 1898
- Hadena glaciata Grote, 1882
- Hadena goniophora Schaus, 1903
- Hadena goodelli Grote, 1875
- Hadena griseifusa Draudt, 1950
- Hadena gueneei Staudinger, 1901
- Hadena gumia Draudt, 1924
- Hadena heringi Draudt, 1934
- Hadena hieroglyphera Maassen, 1890
- Hadena hodeva Druce, 1889
- Hadena ignepectus Druce, 1908
- Hadena illoba Butler, 1878
  - Hadena illoba assamica Warren, 1913
- Hadena imitata Maassen, 1890
- Hadena incerta Staudinger, 1896
- Hadena inexpectata Varga, 1979
- Hadena intonsa Berg, 1875
- Hadena irregularis Hüfnagel, 1767, Ockragult nejlikfly
- Hadena jocosa Schaus, 1894
- Hadena jola Barnes & Benjamin, 1924
- Hadena juvenilis Maassen, 1890
- Hadena kamburonga Holloway, 1976
- Hadena klapperichi Boursin, 1960
- Hadena knyvetti Hampson, 1894
- Hadena laeta Maassen, 1890
- Hadena lasiestrina Draudt, 1950
- Hadena laudeti Boisduval, 1840
  - Hadena laudeti latestrigata Amsel, 1935
- Hadena lebruni Mabille, 1885
- Hadena leucoceps Hampson, 1913
- Hadena literata Fischer de Waldheim, 1840
- Hadena lithaphania Dyar, 1913
- Hadena lubens Grote, 1875
- Hadena lucida Brandt, 1938
- Hadena luteago Schiffermüller, 1777, Synonym till Conisania luteago enligt Dyntaxa
  - Hadena luteago andalusica  Staudinger, 1859
  - Hadena luteago meridionalis  Brandt, 1938
- Hadena luteocincta Rambur, 1834
  - Hadena luteocincta altamira Boursin, 1962
  - Hadena luteocincta lutescens Turati, 1909
  - Hadena luteocincta schawerdae Krüger, 1914
- Hadena lypra Püngeler, 1904
- Hadena macilenta Brandt, 1947
- Hadena magellana Mabille, 1885
- Hadena magnolii Boisduval, 1828
- Hadena mamestroides Walker, 1865
- Hadena mandarina Leech, 1900
- Hadena marea Schaus, 1894
- Hadena mareoides Köhler, 1968
- Hadena marmica Schaus, 1898
- Hadena mediana Moore, 1881
- Hadena melanochrea Staudinger, 1891
- Hadena melanoleuca Druce, 1908
- Hadena meridionalis Hampson, 1903
- Hadena mesolampra Brandt, 1938
- Hadena mesotoma Hampson, 1909
- Hadena mimula Grote, 1883
- Hadena minorata Smith, 1887
- Hadena mista Staudinger, 1889
- Hadena moerens Butler, 1882
- Hadena mohosa Dognin, 1897
- Hadena monotona Bang-Haas, 1912
- Hadena montara Smith, 1910
- Hadena mulleri Draudt, 1924
- Hadena musculina Staudinger, 1891
- Hadena nagaensis Hampson, 1894
- Hadena naida Dyar, 1910
- Hadena natalensis Butler, 1875
- Hadena nectaristis Draudt, 1924
- Hadena nervina Dognin, 1897
- Hadena nevadae Draudt, 1933
- Hadena nigricata  Pinker, 1969
- Hadena nipana  Smith, 1910
- Hadena niveifera  Hampson, 1906
- Hadena noverca  Grote, 1878
- Hadena obscura  Smith, 1891
- Hadena obvia  Eversmann, 1856
- Hadena oenistis  Druce, 1905
- Hadena olivochroa  Hampson, 1909
- Hadena olivocincta  Guenée, 1852
- Hadena oriza  Druce, 1889
- Hadena orizabena  Schaus, 1898
- Hadena ornatissima  Wileman, 1911
- Hadena paranica  Schaus, 1903
- Hadena pennitarsis  Walker, 1858
- Hadena perornata  Draudt, 1950
- Hadena perplexa  Denis & Schiffermüller, 1775, Gulbrunt nejlikfly
  - Hadena perplexa capsophila Duponchel, 1842
- Hadena persparcata  Draudt, 1950
- Hadena pfeifferi Draudt, 1934
- Hadena phaulocyria Dyar, 1910
- Hadena picturata Alphéraky, 1882
- Hadena plumasata Buckett & Bauer, 1967
- Hadena plumipes Hampson, 1907
- Hadena poliastis Hampson, 1902
- Hadena povera Blanchard, 1852
- Hadena praedita Hübner, 1827
- Hadena protai Berio, 1978
- Hadena pseudohyrcana de Freina & Hacker, 1985
- Hadena psittacus Herrich-Schäffer, 1850
- Hadena ptochica Püngeler, 1899
- Hadena pumila Staudinger, 1879
- Hadena purpurea Barnes & McDunnough, 1910
- Hadena pusilla Püngeler
- Hadena pygmaea Boursin, 1962
- Hadena pyrosoma Hampson, 1907
- Hadena resputa Draudt, 1924
- Hadena rhodocharis Brandt, 1938
  - Hadena rhodocharis herkia Wiltshire, 1957
- Hadena rivularis Fabricius, 1775 Synonym till Sideridis rivularis
  - Hadena rivularis honeyi Fabricius, 1775
- Hadena roberti Draudt, 1924
- Hadena rodora Dyar, 1910
- Hadena romieuxi Culot, 1924
- Hadena rosina Köhler, 1947
- Hadena rubens Druce, 1889
- Hadena ruetimeyeri Boursin, 1951
- Hadena rufilinea Druce, 1909
- Hadena ruptilinea Walker, 1857
- Hadena sadales Druce, 1898
- Hadena salmonea Draudt, 1934
- Hadena sancta Staudinger, 1859
- Hadena satanella Alphéraky, 1892
- Hadena schwingenschussi Draudt, 1934
- Hadena scurrilis Draudt, 1924
- Hadena secedens Walker, 1857
- Hadena segregata Smith, 1893
- Hadena seminaria Schaus, 1894
- Hadena silenes Hübner, 1827
  - Hadena silenes anatolica Berio, 1978
  - Hadena silenes cinochrea Chrétien, 1911
- Hadena silenides Staudinger, 1894
- Hadena softa Staudinger, 1897
  - Hadena softa luteocinnamomea Rothschild, 1920
- Hadena soligena Möschler, 1886
- Hadena speyeri Felder, 1874
- Hadena staudingeri Wagner, 1931
- Hadena stenoptera Rebel, 1933
- Hadena strouhali Boursin, 1955
- Hadena suavina Draudt, 1950
- Hadena subjecta Walker, 1857
- Hadena subpicta Schaus, 1898
- Hadena syriaca Osthelder, 1933
- Hadena syrrudis Dognin, 1914
- Hadena tephrochrysea Draudt, 1934
- Hadena tephroleuca Boisduval, 1833
  - Hadena tephroleuca asiatica Wagner, 1931
  - Hadena tephroleuca reisseri Draudt, 1934
- Hadena thecaphaga Draudt, 1937
- Hadena tolimae Zerny, 1916
- Hadena transvitta Dyar, 1913
- Hadena trasca Dyar, 1912
- Hadena trisagittata Rothschild, 1914
  - Hadena trisagittata cypriaca Berio, 1978
  - Hadena trisagittata tripolensis Berio, 1978
- Hadena tuana Smith, 1906
- Hadena umbrata Schaus, 1911
- Hadena uncisigna Hampson, 1913
- Hadena urumovi Drenowski, 1931
  - Hadena urumovi castriota Rebel & Zerny, 1932
  - Hadena urumovi clarescens Draudt, 1936
  - Hadena urumovi germaniciae Boursin, 1959
  - Hadena urumovi scotophoba Boursin, 1959
- Hadena v-album Hampson, 1891
- Hadena variegata Wagner, 1929
  - Hadena variegata calescens Dannehl, 1929
- Hadena variolata Smith, 1887
- Hadena vauorbicularis Smith, 1902
- Hadena verruca Dyar, 1914
- Hadena vidua Staudinger, 1888
- Hadena vigas Schaus, 1894
- Hadena vilis Gaede, 1916
- Hadena wehrli Draudt, 1934
  - Hadena wehrli rolleti Lajonquière, 1969
- Hadena wiltshirei Brandt, 1947
- Hadena xanthocosma Turner, 1903
- Hadena zerfii Dumont, 1922
- Hadena zernyi Draudt, 1934

## Bildgalleri

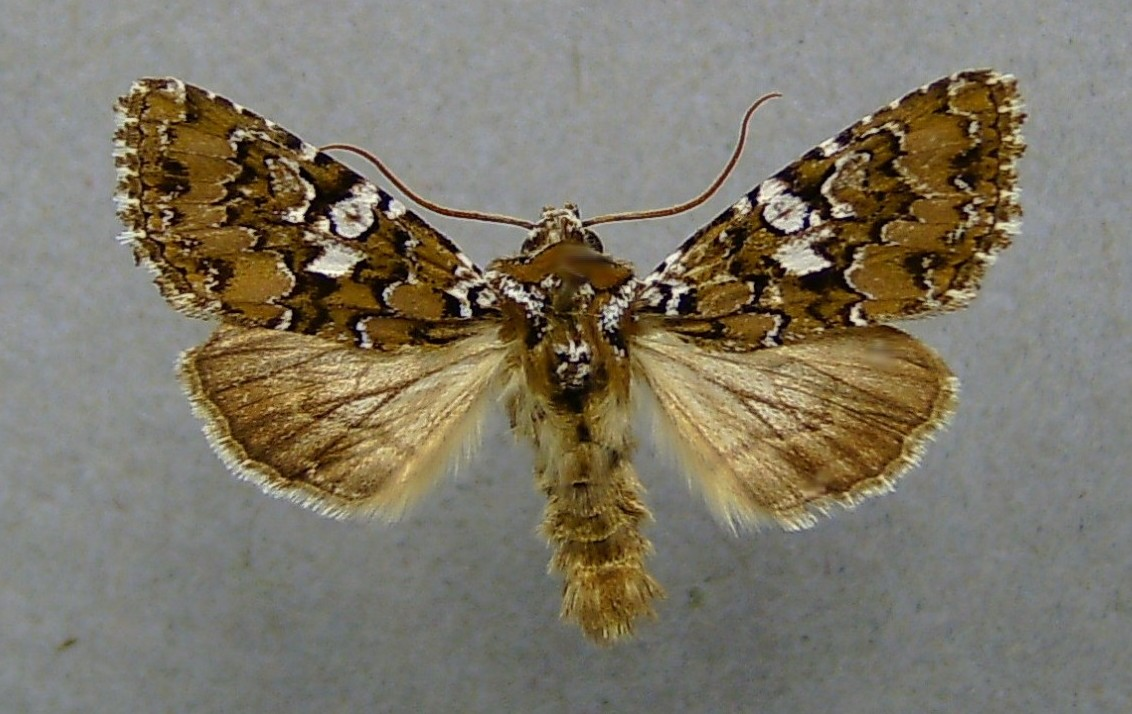
Vitfläckat nejlikfly Hadena albimacula
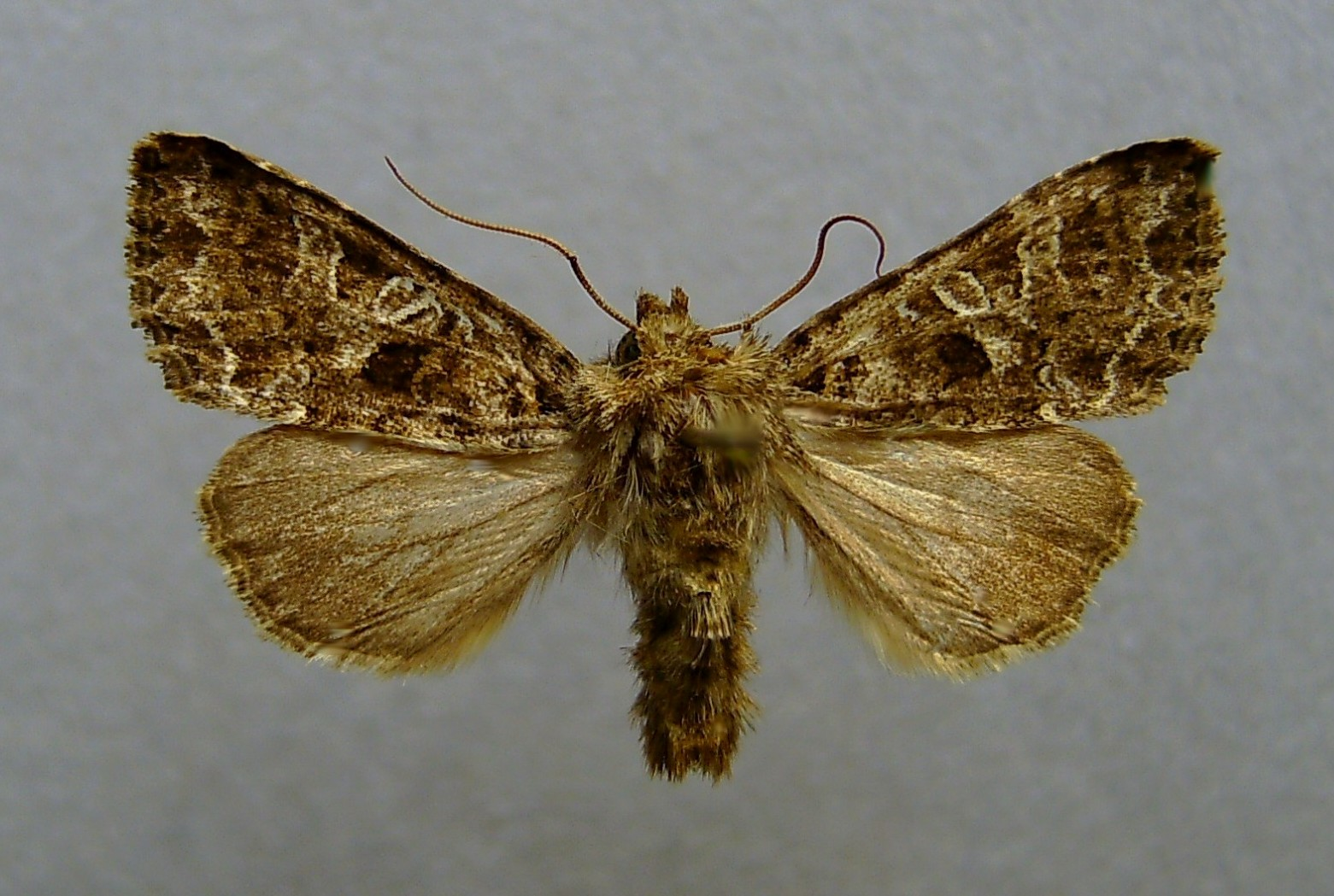
Större vitblärefly Hadena bicruris
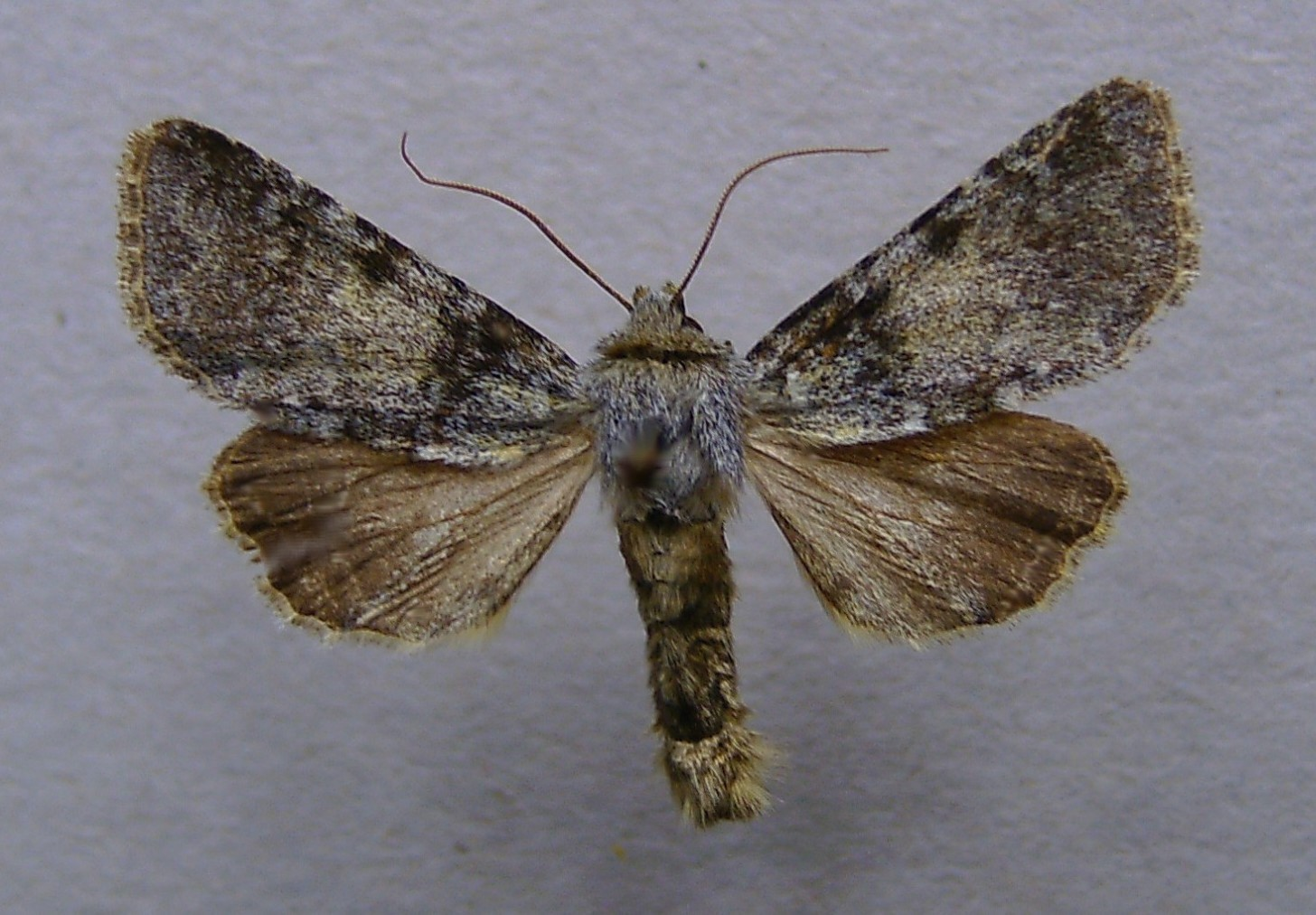
Blågrått nejlikfly Hadena caesia
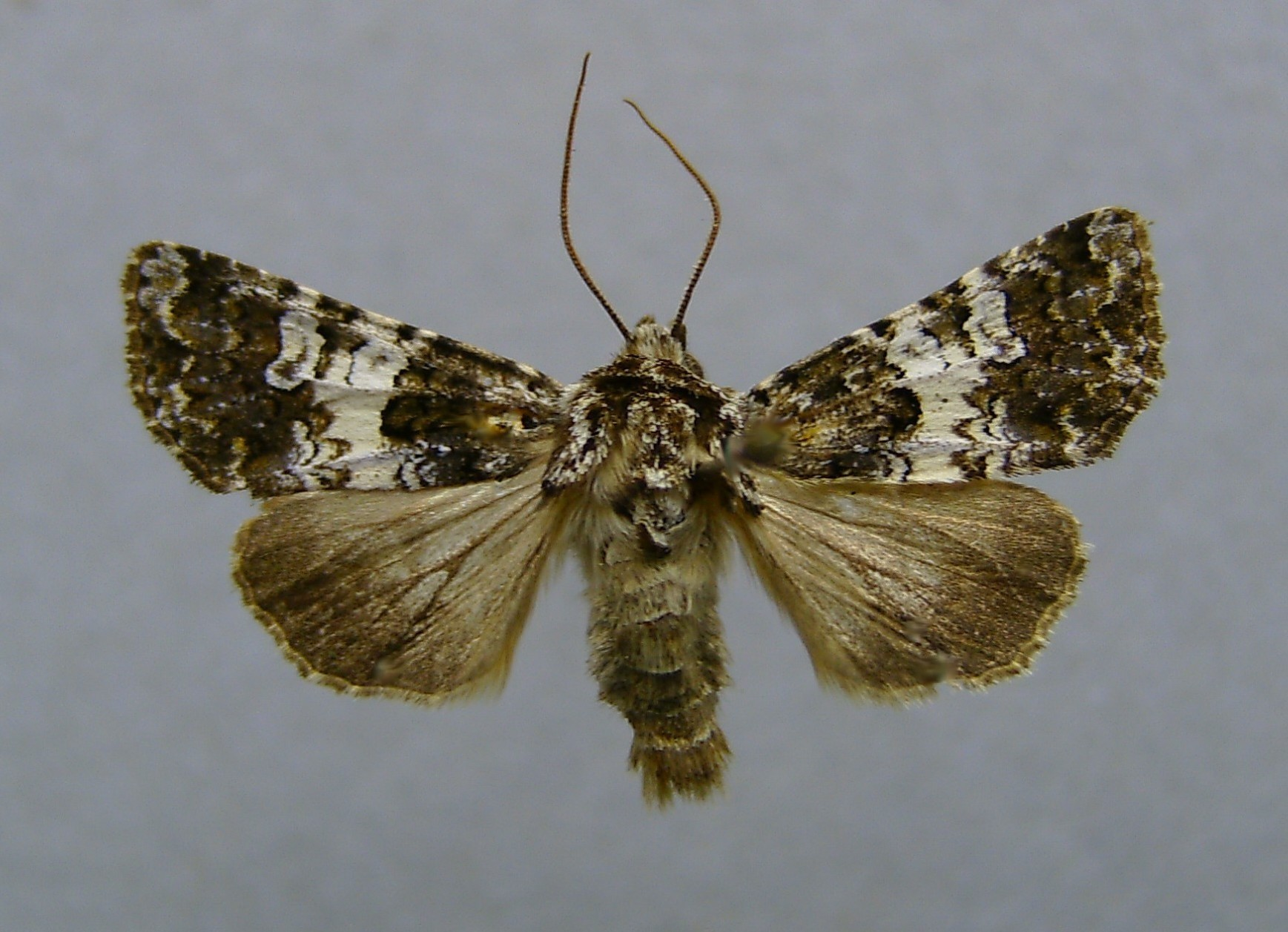
Vitbandat nejlikfly Hadena compta
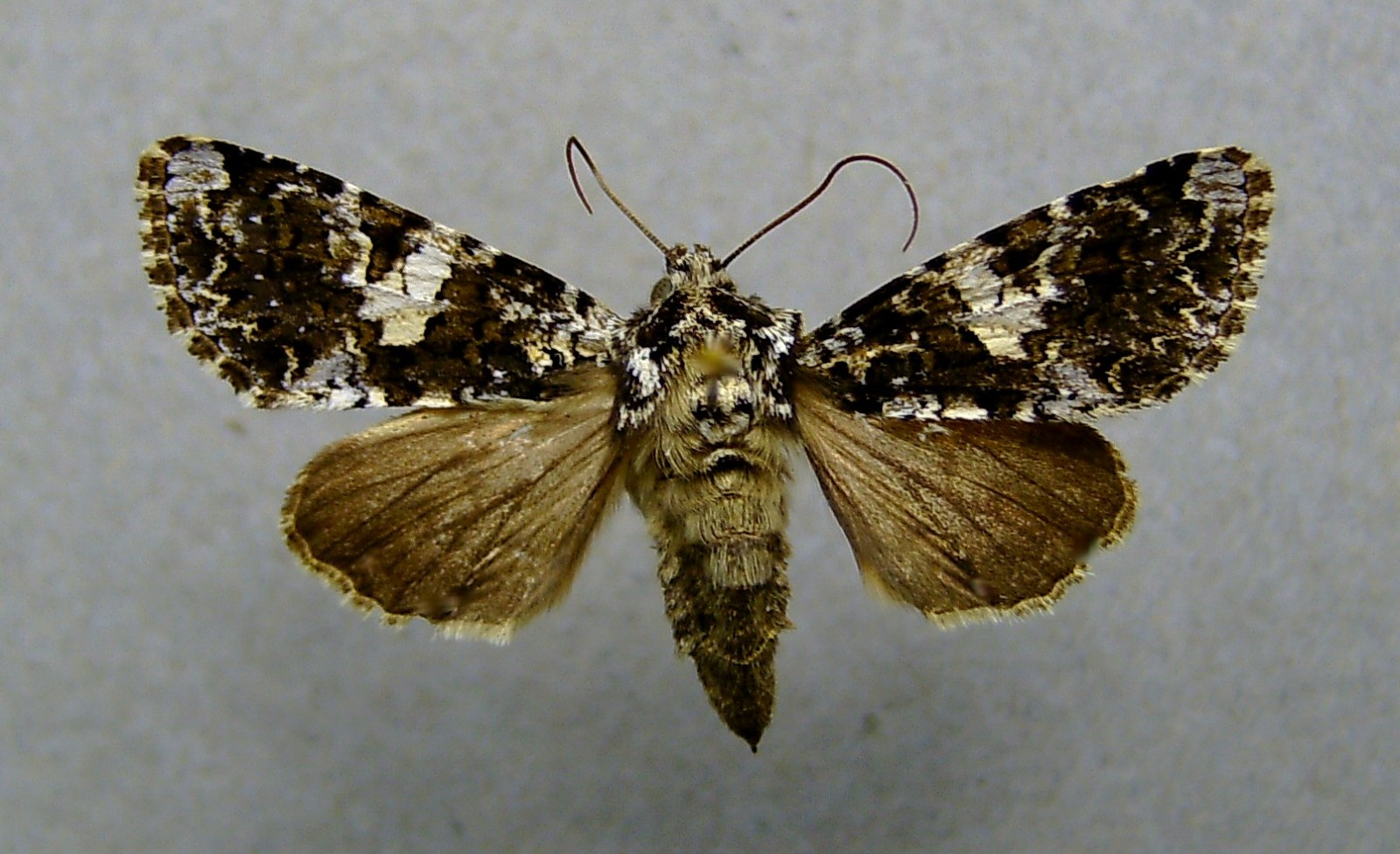
Praktnejlikfly Hadena confusa
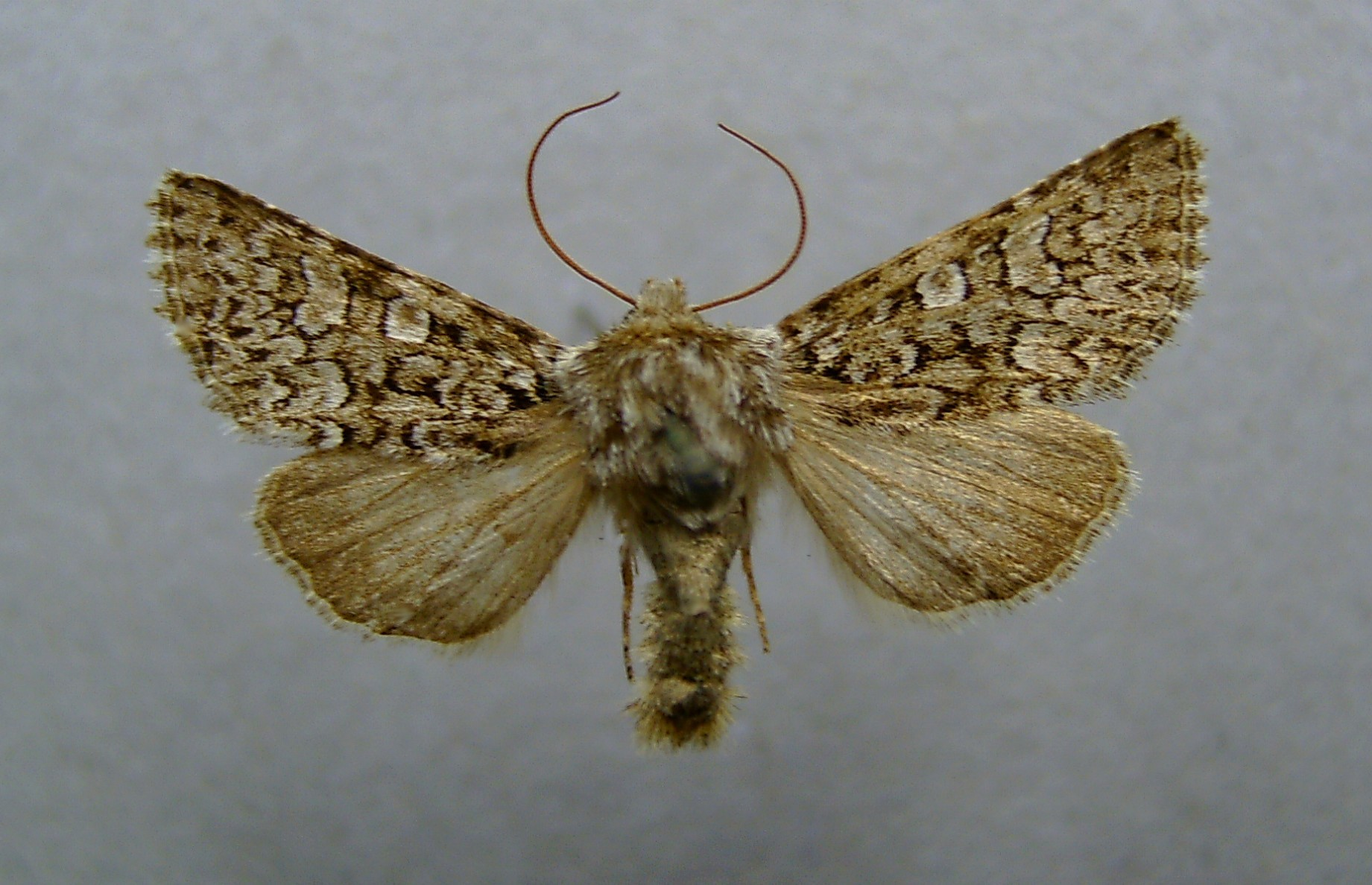
Gulpudrat nejlikfly Hadena filograna
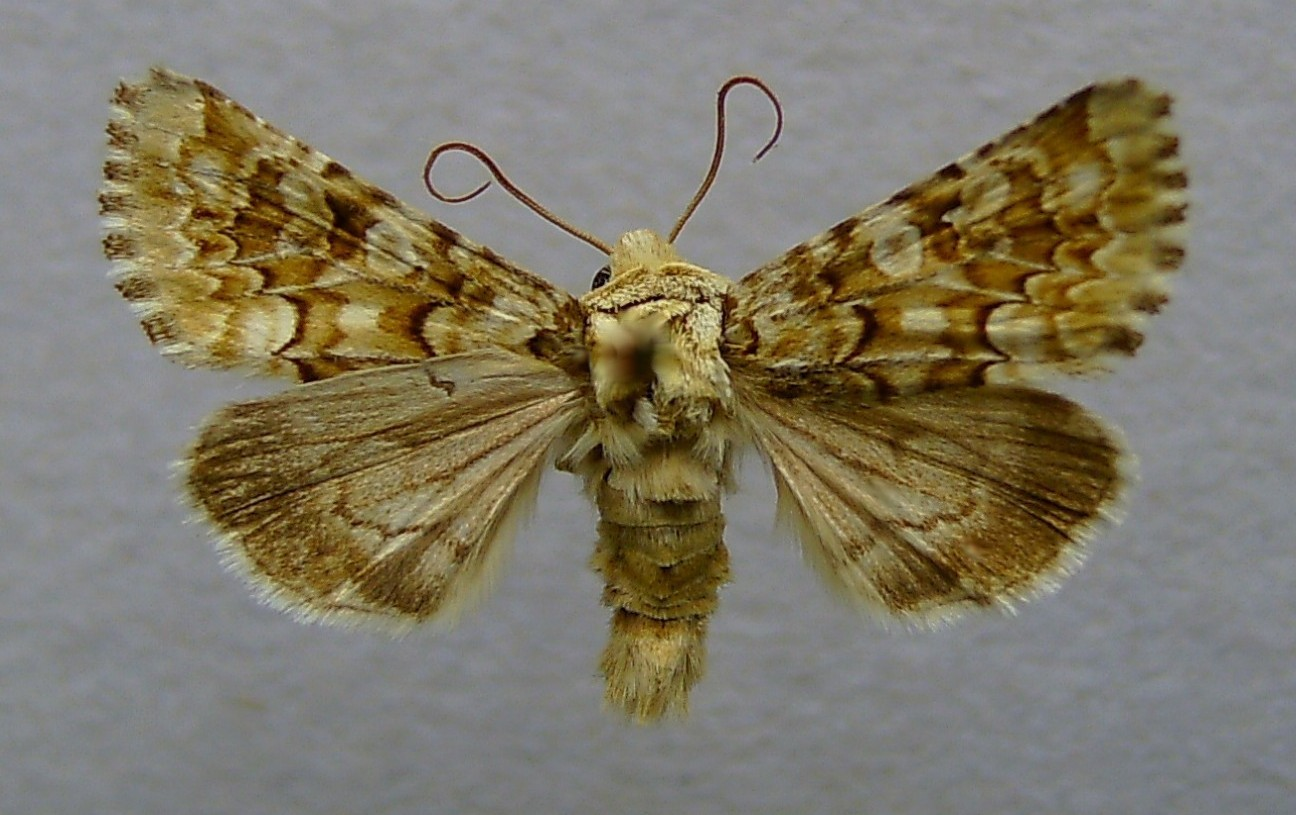
Ockragult nejlikfly Hadena irregularis
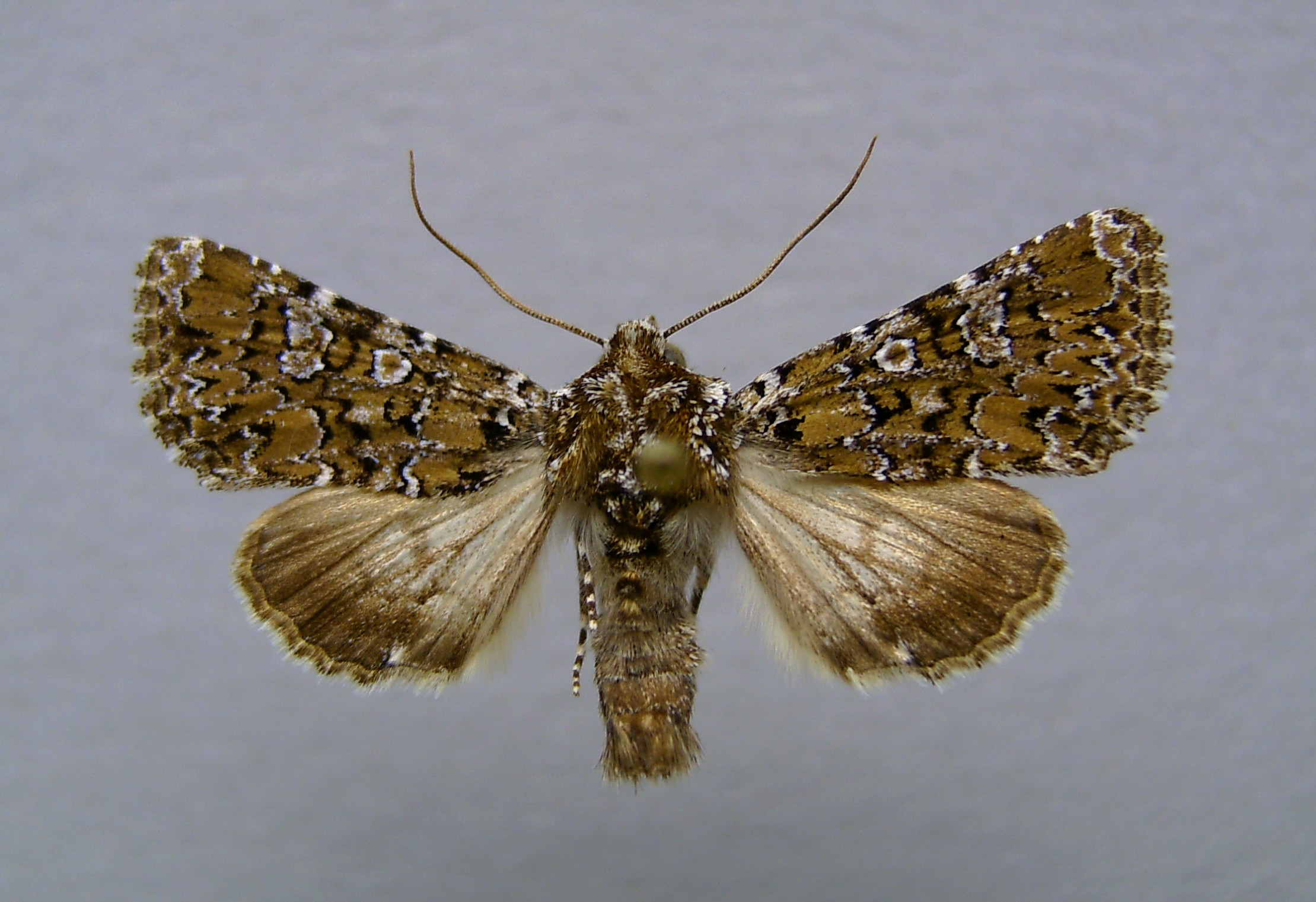
Hadena magnolii
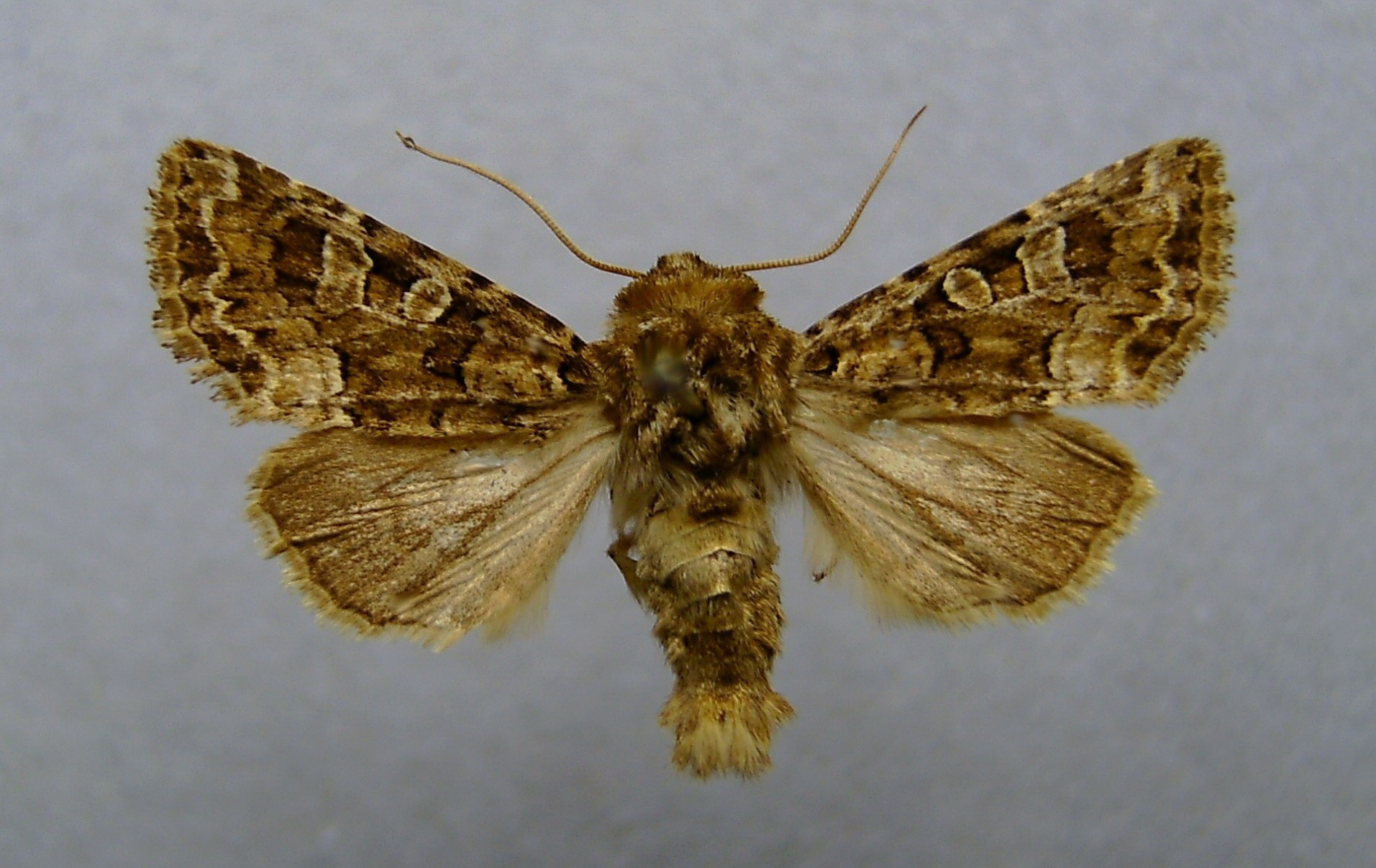
Gulbrunt nejlikfly Hadena perplexa